# Arroyo Orradre
El arroyo Orradre es un curso de agua del norte de la península ibérica, afluente del Irati. Discurre por la Comunidad Foral de Navarra.

## Curso
El río, que discurre por la comunidad autónoma española de Navarra, nace en las inmediaciones de Napal. Después de bañar por la derecha lugares como Domeño y Orradre, acaba desaguando en el río Irati a medio camino entre Artieda y Murillo-Berroya. Aparece descrito en el duodécimo volumen del Diccionario geográfico-estadístico-histórico de España y sus posesiones de Ultramar de Pascual Madoz con las siguientes palabras:

ORRADRE: arroyo de Navarra, part. jud. de Aoiz; tiene su origen cerca de Napal; pasa por la der. de Domeño y Orradre, y rinde sus aguas al r. Irati entre Artieda y Murillo-Berroya.
(Madoz, 1849, p. 385)